# Мирне (Богодухівський район)
Ми́рне — село в Україні, у Краснокутській селищній громаді Богодухівського району Харківської області. Населення становить 424 осіб. До 2020 орган місцевого самоврядування — Мурафська сільська рада.

## Географія
Село Мирне знаходиться на річці Мерчик, в основному на правому березі, вище за течією примикає до села Шарівка (Богодухівський район), нижче за течією примикає до села Мурафа. Поруч із селом проходить автомобільна дорога Т 2106.

## Історія села
Перші поселенці на території села Мирного були вихідці із сусіднього села Мурафа. Як відомо, в 1711 р. до Мурафи прибула остання хвиля переселенців із-за Дніпра на чолі з білоцерківським полковником Танським, а також полковником Кегичем офіцерами Бедрягою і Жіякою. Нові поселенці були настільки не спокійними для місцевих мешканців, що останні змушені були кидати насиджені місця й розходитись околицями в пошуках мирно життя.
Отже, перші поселення на території села мирного слід відносити на початок другого десятиріччя вісімнадцятого століття. Першу документальність про існування села можемо побачити в історичній книзі Описи Харківського намісництва кінця 18 століття, де на карті Краснокутського повіту місцевість села Мирного позначена знаком «деревня» — це датовано 1785 роком. З початку перших хутірських поселень село невпинно розвивалось. Люди займалися переважно землеробством і скотарством і були прекрасні майстри.
В 1770 р. сусідній маєток Шарівку придбав капітан Козловського полку Сава Ольховський який нажив слави нещадного експлуататора селян. Знахабнілий капітан завдав чимало лиха селянам навколишніх сіл. Так Ольховський відібрав землі в мешканців села Мирного й змусив їх працювати на себе, непокірних забивав нагаями до смерті. Отже, для люду, який прийшов на ці землі, жадаючи спокійного життя, настали нелегкі часи поневолення кріпацтвом.
До 1861 року село Мирне належало дворянському роду Ольховських. В їхньому володінні було 7.700 дес. землі. У 1834 р. була збудована церква, називалась вона Сорока Мучеників і знаходилась вона на старому цвинтарі. До нашого часу збереглись відбитки від фундаменту храму. Проіснував приход не довго, уже в 1859 року його було закрито, позаяк більша частина прихожан була прихильна до церкви християн баптистів. Молитовний будинок Євангеліївських християн-баптистів — один із не багатьох в Україні діяв весь час і при радянській владі, хоч на нього були гоніння, постійні утиски, зумів вистояти й дожити до наших днів.
Змінювалися часи, плинув хід історії, після скасування кріпацтва 1861 року стрімко почала розвиватися економіка країни, разом із тим помітно покращилося життя на селі. Селяни отримали свої клаптики землі й право самим вибирати на котрого хазяїна працювати.
За даними на 1864 рік у власницькому селі Богодухівського повіту Харківської губернії мешкало 899 осіб (461 чоловік та 438 жінок), налічувалось 102 дворових господарства, існувала православна церква, відбувався щорічний ярмарок.
Станом на 1885 рік у колишньому власницькому селі Мурафської волості, мешкало 847 осіб налічувалось 151 дворове господарство, існувала православна церква, відбувався щорічний ярмарок.
Наприкінці 19 ст. у наших краях бурхливо розвивається цукроваріння. В 1884 р. біля села Подолянки недалеко від Мурафи будується цукровий завод, який належав І. Г. Харитоненку. З 1869 працює гутянський цукровий завод, який із часом придбав Л. Є. Кеніґ — володар Шарівського маєтку. Цукроваріння потребувало великої кількості працьовитих рук і тому жителі Мирного теж не стояли осторонь цих процесів, вони йшли працювати до того поміщика, котрий платив більші гроші. Скасування кріпацтва, економічне зростання позитивно вплинули на покращення демографічної ситуації в селі.
За переписом 1897 року кількість мешканців зросла до 1299 осіб (645 чоловічої статі та 654 — жіночої), з яких всі — православної віри.
З початком двадцятого століття відновлюється богослужіння в храмі Сорока Мучеників а з часом відкривається дворічна церковно-приходська школа, яка знаходилась в сільському будиночку Горденка Іллі Романовича. Учителем працювала Плюрцева Тетяна Василівна дочка священика а її батько викладав закон Божий.
У 1901 році у селі були масові бунти проти поміщиків.
У 1917 році незаможні селяни,яких підбурили комуністи, захопили землі поміщиків.
У 1932-1933 роках село постраждало під час Голодомору. Лихо прийшло майже в кожну сім'ю.
Наприкінці 30-х років, було проведено примусову колективізацію. У Мирному було створено два колективних господарства Вперед  і ім. Чапаєва. Незгодних виселяли з їхніх власних будинків.
Так постраждали родини Мамчія Митрофана Савелійовича, Суботи Павла Єгоровича, Піднебенного Мирон Кузьмича, Махоти Левка Івановича. Махоту Левка Івановича було репресовано. Його забрало НКВС до дому він так і не повернувся. Із часом його було виправдано за відсутністю складу злочину. Жорстка політика радянської влади знищувала як фізично, так і духовно українське селянство. У Мирному більшовицькі активісти в церкві влаштували складське приміщення, а потім його зруйнували, позбавивши село його величної прикраси.
Нерідко до Мирного заходив славетний бандурист із Мурафи Іван Іович Кучугура-Кучеренко (1878—1943).
12 червня 2020 року, розпорядженням Кабінету Міністрів України № 725-р «Про визначення адміністративних центрів та затвердження територій територіальних громад Харківської області», увійшло до складу Краснокутської селищної громади.
19 липня 2020 року, в результаті адміністративно-територіальної реформи та ліквідації Краснокутського району, село увійшло до складу Богодухівського району.

## Релігія
В селі діють 3 релігійні громади. Всі вони відносяться до Євангельських християн:
- «Життя в Слові» — Українська Церква Християн Віри Євангельської
- «Мирнянська церква» [Архівовано 22 січня 2019 у Wayback Machine.] — Всеукраїнський союз церков євангельських християн-баптистів
- «Блага Звістка»[7] — Релігійний центр Божа церква України

Релігійні громади УЦХВЄ і ВСЦЄХБ співпрацюють між собою як на рівні їх всеукраїнських об'єднань в рамках Всеукраїнської Ради Церков і Всеукраїнського Собору [Архівовано 4 жовтня 2020 у Wayback Machine.] так і на рівні помісних церков і регіональних об'єднань. Взаємодія з РЦБЦУ є більше питанням особистих симпатій і антипатій членів конкретних церков.